# Typhlomyrmex
Typhlomyrmex (лат.) — род муравьёв (Formicidae) из подсемейства Ectatomminae.

## Распространение
Неотропика и Неарктика.

## Описание
Мелкие земляные муравьи (длина 2—4 мм). В новом понимании Камачо (2022) определяют Typhlomyrmex как муравьев со следующими характеристиками: иногда хорошо выраженная усиковая булава, состоящая из 3 или 4 сегментов; цефалическая вершина в основном гладкая и блестящая; глаза отсутствуют или редуцированы, промезонотальный шов хорошо выражен, полностью прерывая дорсальную мезосомальную скульптуру; метакоксальный дорсум не вооружен или с небольшими долями или зубцами, петиоль педункулярный, иногда с заметным передневентральным отростком.
Виды Typhlomyrmex относятся к муравьям с плохо изученной экологией и биологией, поскольку они гнездятся в разложившейся древесине и почве. Поэтому, несмотря на широкое распространение Typhlomyrmex (от Мексики до Аргентины), этот род не отличается высокой численностью и известным видовым богатством.

## Систематика
Около 10 видов. Ранее относили к подсемейству Ponerinae, теперь — к Ectatomminae.
- Typhlomyrmex clavicornis Emery, 1906
- Typhlomyrmex encanto Fernandez et al., 2023
- Typhlomyrmex foreli Santschi, 1925
- Typhlomyrmex major Santschi, 1923
- Typhlomyrmex meire Lacau, 2004[4]
- Typhlomyrmex prolatus Brown, 1965
- Typhlomyrmex pusillus Emery, 1894
- Typhlomyrmex rogenhoferi Mayr, 1862
- Другие виды (T. lavra, T. lenis, T. reichenspergeri) были в 2022 году перенесены в состав рода Gnamptogenys[1].